# Il 7º Lancieri carica
Il 7º Lancieri carica (Rocky Mountain) è un film del 1950 diretto da William Keighley.
È un western statunitense con Errol Flynn, Patrice Wymore e Scott Forbes.

## Trama
Nel gennaio 1865, quando la Confederazione del Sud è sul punto di essere sconfitta, per ordine del generale Lee, comandante in capo, il capitano Lafe Barstow si reca con una pattuglia di 8 lancieri a Rocky Mountain, a tremila chilometri dalle linee confederate con il compito di reclutare nuovi soldati eventualmente anche tra i fuorilegge della California. Arrivati alle Ghost Mountain, salvano una donna dall’attacco degli indiani alla diligenza in cui viaggiava. Per non mandare in fumo la missione la terranno prigioniera con loro, anche dopo l’essere venuti a conoscenza che Johanna è la promessa sposa di Rickey un ufficiale nordista. Questi viene a cercarla il giorno dopo con una pattuglia, guidata da tre indiani; ma cade nell'imboscata tesagli da Lafe. Durante la notte gli indiani tentano di fuggire, ma due di loro vengono uccisi. Anche Rickey; dopo aver cercato invano di metter in salvo Johanna, fugge per dar l'allarme allo squadrone. Nell'attesa d'un attacco in forze degl'indiani, Lafe s'addentra in un canyon senza uscita, dove attira gli indiani e li carica, affrontando con i suoi una morte da valorosi.

## Produzione
Il film, diretto da William Keighley su una sceneggiatura di Alan Le May e Winston Miller e un soggetto dello stesso Le May, fu prodotto da William Jacobs per la Warner Bros. e girato a Gallup, Nuovo Messico, da inizio giugno a fine luglio 1950. Il titolo di lavorazione fu Ghost Mountain. Il film doveva originariamente essere interpretato da Ronald Reagan. Lauren Bacall rifiutò di partecipare al film e fu sospesa dalla Warner.

## Promozione
La tagline è: Gun-violence echoes across the Dangerland of the West!.

## Distribuzione
Il film fu distribuito con il titolo Rocky Mountain negli Stati Uniti dall'11 novembre 1950 al cinema dalla Warner Bros.
Altre distribuzioni:
- in Finlandia il 23 febbraio 1951 (Aavevuori)
- in Svezia l'11 aprile 1951 (De var alla tappra män)
- in Messico il 3 maggio 1951 (La roca)
- in Danimarca il 21 maggio 1951 (Den tapre patrulje)
- in Germania Ovest il 21 settembre 1951 (Herr der rauhen Berge)
- in Austria il 12 ottobre 1951 (Herr der rauhen Berge)
- in Spagna il 15 ottobre 1951 (Cerco de fuego)
- in Portogallo l'11 marzo 1952 (Abnegação Heróica)
- nelle Filippine il 15 luglio 1952
- in Finlandia il 1º maggio 1964 (redistribuzione)
- in Brasile (Olhando a Morte de Frente)
- in Francia (La révolte des dieux rouges)
- in Grecia (O arhon tis erimou)
- in Italia (Il 7 lancieri carica)
- negli Stati Uniti (Rocky Mountain Trail)